# Allemagne de l'Est aux Jeux olympiques d'été de 1976
L'Allemagne de l'Est participe aux Jeux olympiques d'été de 1976 à Montréal au Canada. 267 athlètes est-allemands, 154 hommes et 113 femmes, ont participé à 139 compétitions dans 17 sports. Ils y ont obtenu 90 médailles : 40 d'or, 25 d'argent et 25 de bronze.